# Turška ljudstva
Turška ljudstva so zbirka etno-jezikovnih skupin na območju srednje, vzhodne, severne in Zahodne Azije ter nekaj delov Evrope in Severne Afrike. Govorijo jezikovno sorodne jezike, ki spadajo v turško jezikovno družino. Delijo, v različnem obsegu, določene kulturne značilnosti, skupne prednike in zgodovinsko ozadje. Sčasoma so različne turške skupine prišle v stik z drugimi etničnimi skupinami in jih absorbirale, nekatere turške skupine so tako postale bolj raznolike kot druge. Mnoge zelo različne etnične skupine so skozi zgodovino postale del turških narodov s pomočjo jezikovnega premika, akulturacije, medsebojnih porok in posvojitev in verske spreobrnitve. V svojih genetskih sestavah se torej večina turških skupin bistveno razlikuje ena od druge glede izvora. Kljub temu mnoge delijo v različnih stopnjah nelingvistične značilnosti, vključno z nekaterimi kulturnimi lastnostmi, nekaterimi predniki iz skupnega genskega sklada in zgodovinskimi izkušnjami. Med najpomembnejše sodobne turško govoreče etnične skupine spadajo Turki, Azerbajdžanci, Uzbeki, Kazahi, Turkmenci in Kirgizi.

## Etimološke spoznanja
Prva znana omemba oznake ali imena Turk (staroturško 𐱅𐰇𐰼𐰰, latinizirano: Türük ali 𐱅𐰇𐰼𐰰:𐰜𐰇𐰛, Kök Türük kitajsko: 突厥, starotibetansko: duruggu/durgu, 'izvor'), pinjin Tūjué, srednji kitajski jezik (Guangjun): tʰuot-küot uporabljeni za turško skupino in se je v 6. stoletju nanašal na Staroturke (Göktürks). Pismo Išbara Kagana  kitajskemu cesarju Wenu iz dinastije Sui leta 585 ga opisuje kot Velikega turškega kana. Orhonski napisi  iz leta 735 AD uporabljajo ime Turk ali Turuk.
Prav tako lahko najdemo v ohranjenih virih omembo podobnih poimenovanj tudi že prej bolj na zahodu. V 1. stoletju n. št. je rimski kartograf Pomponij Mela, ki omenja Turcae v gozdovih severno od Azovskega morja, Plinij Starejši pa uvršča Tyrcae med ljudstva, ki živijo na istem območju. Vendar pa nimamo drugih podatkov, tako da je težko povezovati ta antična ljudstva z modernimi Turki. Po drugi strani pa je splošno sprejeto, da poimenovanje Türk zagotovo izhaja iz prevzete oznake iz staroturškega𐱅𐰇𐰼𐰰, Türük, Törük, ki pomeni  'ustvarjen', 'rojen', ali 'močan', iz staroturške besednega korena *türi-/töri- (plemenske korenine, (mitično) predniki; oblikovati, biti rojen, biti ustvarjen, izhajati, izvirati iz) in z dodatkom staroturške končnice 𐰰 (-ik), morda iz staroturščine *türi-k (nasledstvo, predniki), iz staroturškega besednega korena *töŕ (ustanovitev, korenina; izvor, predniki),
V srednjem veku so v zahodnih civilizacijah različna turška ljudstva v Evroazijski stepi skupno poimenovali pod identiteto Skiti. Med letom 400 n. št. in 16. stoletjem so bizantinski viri uporabljali ime Σκύθαι (Skuthai), ki se je nanašalo na dvanajst različnih turških ljudstev.

## Etnično turški narodi
Turške etnične skupine so številne; njihova zgodovina in usoda je (bila) različna; nekatere so se s časom asimilirale z okolico, druge so se razvile v državotvorne narode s svojim jezikom ali narečjem in imele pomemben neizbrisen zgodovinski vpliv v Evroazijskem prostoru, druge so potonile in se v 21. stoletju borijo za narodnostno preživetje. V nadaljevanju so vse skupine in narodi našteti v dveh skupinah: 
Sodobni turški narodi in narodnostne manjšine:
- Altajci
- Azerbajdžanci
- Balkari
- Baškiri
- Čuvaši
- Krimski Karaimi/Krimski Tatari
- Dolgani
- Gagauzi
- Karačajci
- Karakalpaki
- Kazahi
- Hakasi
- Krimčaki
- Kumiki
- Kirgizi
- Nogajci
- Kaškajci
- Tatari
- Turki
- Turkmenci
- Tuvinci
- Ujguri
- Uzbeki
- Jakuti

Zgodovinski oz. nekdanji turški narodi in narodnostne manjšine::
- Dinglingi
- Prabolgari
- Alajuntli
- Basmili
- Onoguri
- Saraguri
- Sabiri
- Šato Turki
- Čubani
- Staroturki
- Oguzi
- Kanli
- Hazari
- Haldži
- Kipčaki
- Kumani
- Karluki
- Tiele
- Turgeši
- Jenisejski Kirgizi

Izvor Hunov ni znan, vendar so morda tudi imeli turške prednike.